# Hugo Schultz (Politiker)

Hugo Schultz

Hugo Friedrich Schultz (* 6. November 1838 in Iserlohn; † 16. Juni 1904 in Bad Wildbad) war ein deutscher Jurist, preußischer Bergbau-Beamter und Politiker. Er gilt als eine der großen Persönlichkeiten des Bergbaus im Ruhrgebiet. Er baute die Bochumer Bergschule nach seinen Vorstellungen aus und entwickelte sie zu einer der führenden Ausbildungsstätten für Bergleute. Für die Nationalliberale Partei war er von 1880 bis 1882 und erneut von 1887 bis zu seinem Tod Mitglied im Preußischen Abgeordnetenhaus.

## Leben
Hugo Schultz wurde in Iserlohn geboren. Sein Vater, Justizrat Hermann Schultz (1805–1886), war ein Befürworter des Bergbaus und wurde zum ersten Ehrenbürger Bochums ernannt. Hugo Schultz besuchte zunächst Volksschule und Rektoratsschule in Blankenstein, bevor er auf ein Gymnasium in Paderborn (nach anderen Angaben Münster) wechselte, das er mit sechzehn Jahren abschloss. Am 10. September 1855 wurde er als Bergbaubeflissener dem Bergamt Bochum zugewiesen und arbeitete bis 1857 untertage. Er studierte an der Georg-August-Universität Göttingen und an der Bergakademie Berlin Bergrecht und promovierte 1860 mit einer auf Latein verfassten Dissertation über die Besteuerung des Bergbaus in Preußen. Schultz bestand am 24. Oktober 1863 das Referendar- sowie am 2. Dezember 1866 das Assessorexamen. Eine erste Anstellung führte ihn im selben Jahr zunächst als Bergassessor und Hilfsarbeiter an das Berg- und Forstamt zu Clausthal sowie als stellvertretender Bergrevierbeamter nach Goslar. Im Jahr 1868 wurde er „auftragsweise“ zunächst zum Lehrer und im gleichen Jahr ebenfalls „auftragsweise“ zum Leiter der Bochumer Bergschule ernannt. Die endgültige Bestellung zum Direktor der Bergschule erfolgte erst im Jahr 1885.
Schultz war seit 1868 Mitglied des Vereins Deutscher Ingenieure (VDI).

## Wirken

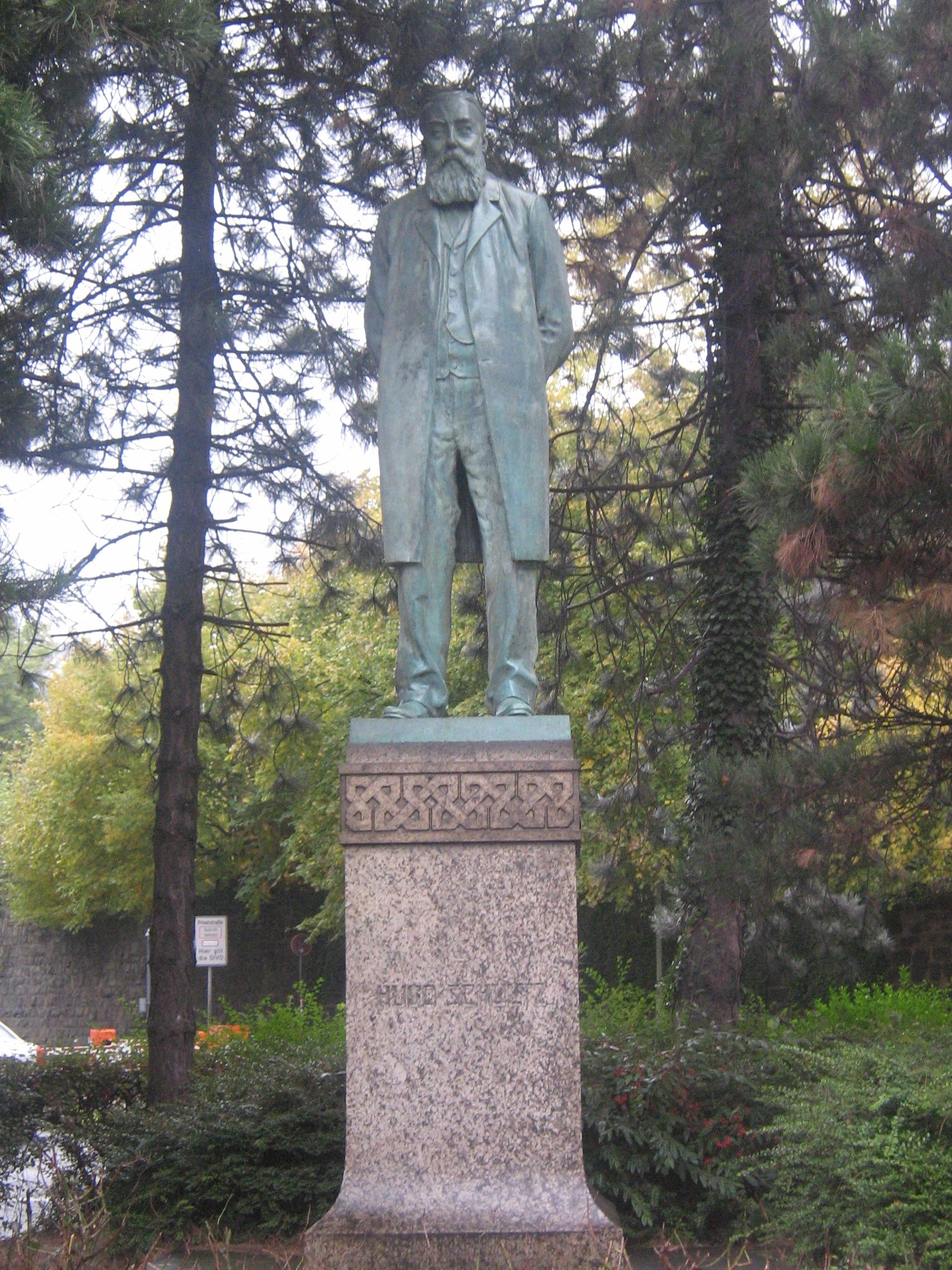
Hugo-Schultz-Statue von Gustav Pillig vor der THGA Bochum, der ehemaligen Bergschule

Als Leiter der Bochumer Bergschule wurde Schultz auch Leiter der Westfälischen Berggewerkschaftskasse (WBK) und setzte sich als solcher stets für Verbesserungen und Neuerungen im Bergbau ein. Durch die Entwicklung des Bergschulwesens und der WBK zu einer zentralen Lehr- und Forschungseinrichtung, gelang es ihm die Institution auf die aufkommenden Probleme einzustellen. So konnte dem steigenden Bedarf an qualifiziertem Personal wirkungsvoll begegnet werden. Er gründete unter anderem zehn Bergvorschulen und sparte viel Geld mit der Einrichtung einer „Mehrförderabgabe zur Verhütung gemeinschaftlicher Übererzeugung“, die er in den Bau eines Krankenhauses für Bergbauopfer steckte. Das Krankenhaus wurde auf seinem Vorschlag hin „Bergmannsheil“ genannt und existiert noch heute unter diesem Namen. 1877 wurde er zum Bergrat ernannt.
Schultz sorgte für den Aufbau umfangreicher Sammlungen zu Lehr- und Schauzwecken und setzte sich für die Errichtung von Forschungseinrichtungen ein, etwa für kohlenchemisches Laboratorium. Auch eine Markscheiderei und eine Seilprüfstelle wurden mit der Zeit eingerichtet. Auf sein Bestreben hin wurde das niederrheinisch-westfälische Steinkohlebecken wissenschaftlich kartiert. Festgehalten wurden diese Ergebnisse in dem zwischen 1902 und 1905 in zwölf Bänden erschienenen Werk Die Entwicklung des niederrheinisch-westfälischen Steinkohlen-Bergbaus in der zweiten Hälfte des 19. Jahrhunderts, herausgegeben vom Rheinisch-Westfälischen Kohlen-Syndikat (RWKS) und der WBK.
Schultz wurde 1880 in die ständige Kommission für das technische Unterrichtswesen berufen und forderte mehrmals eine Besserung der Jugendqualifizierung. Als Mitglied der Nationalliberalen Partei war er von 1880 bis 1882 und nochmals von 1887 bis zu seinem Tod 1904 Vertreter des Bochumer Wahlkreises im Preußischen Abgeordnetenhaus, er engagierte sich dabei für die Interessen des Bergbaus. Er richtete 1889 an den Staat die Bitte, die Unterhaltspflicht der Baugewerkschulen zu übernehmen. Er forderte ebenso eine Senkung des Schulgeldes und setzte sich für Hochschulen in der Provinz Westfalen ein. Er beantragte außerdem, die Akademie in Münster zu einer Universität auszubauen.
Der Ernennung zum Bergrat (1877) war bis Mitte der 1880er Jahre noch nicht die Beförderung zum Oberbergrat gefolgt, Schultz fühlte sich dadurch übergangen und herabgesetzt, deshalb beantragte er im März 1885 seine Entlassung aus dem Staatsdienst. Die Albert-Ludwigs-Universität Freiburg plante daraufhin seine Berufung als Professor, Schultz jedoch lehnte dies aus Altersgründen ab. Aufgrund seiner Anerkennung im Ruhrgebiet und im Abgeordnetenhaus wurde ihm 1897 der Ehrentitel Geheimer Bergrat verliehen. Er wurde 1899 in den Vorstand des Vereins für die bergbaulichen Interessen im Oberbergamtsbezirk Dortmund berufen. Schultz starb 1904, während er sich zur Kur in Wildbad im Schwarzwald aufhielt.

## Auszeichnungen
- 1884: Herzoglich Anhaltischer Hausorden Albrechts des Bären, Ritter 1. Klasse
- 1897: Geheimer Bergrat
- 1899: Roter Adlerorden 4. Klasse
- 1903: Roter Adlerorden 3. Klasse mit Schleife